# John Cage
John Cage (Los Angeles, 5 de setembre de 1912 - Nova York, 12 d'agost de 1992) fou un compositor estatunidenc. Pioner de la música aleatòria, la música electrònica i de la utilització no estàndard dels instruments musicals tradicionals, com la creació del piano preparat. Cage va ser una de les principals figures de la música experimental de la post-guerra. També va tenir un paper important en el desenvolupament de la dansa moderna, especialment a partir de la col·laboració amb el ballarí i coreògraf Merce Cunningham, que esdevindria la seva parella sentimental fins a la seva mort.
Va estudiar al costat dels compositors nord-americans Henry Cowell i Adolph Weiss i va revolucionar la música del segle XX dotant-la d'un llenguatge caòtic, continuant la trajectòria d'Edgar Varèse i Charles Ives.
Però les principals influències de Cage provenen de les cultures orientals. A través dels seus estudis de filosofia índia i budisme zen al final de la dècada de 1940, Cage va arribar a la idea d'utilitzar en la composició l'atzar controlat, que va introduir en les seves composicions a partir del 1951. L'I Ching o Yijing, un antic text xinès clàssic sobre l'evolució dels esdeveniments, es va convertir en la principal eina de composició per a la resta de la seva vida. El 1957 en una conferència titulada "Música Experimental", va descriure la música com «un joc inútil» que és «"una afirmació de la vida i no un intent de posar ordre en el caos, ni de proposar millores en la creació, sinó simplement una forma de despertar a la mateixa vida que estem vivint».
Malgrat el controvertit de la seva obra, no es pot negar que es tracta d'un dels creadors més revolucionaris i influents dels últims temps. A vegades deixava que l'atzar triés les seves composicions. Per exemple, va arribar a utilitzar un mètode segons el qual es perforava un full de paper en els llocs en els quals es trobava alguna imperfecció, per a després mitjançant un paper transparent anar calcant aquestes marques sobre un pentagrama. Ja a la dècada dels 30 va començar els seus primers treballs demostrant talent per als ritmes impossibles i invencions com el seu sistema de vint-i-cinc tons.
Va fer servir distorsions per als seus instruments arribant a declarar: "Crec que l'ús de sorolls en la composició musical anirà en augment fins que arribem a una música produïda mitjançant instruments elèctrics (música concreta i música electroacústica), que posarà a la disposició de la música qualsevol so i tots els sons que l'orella pugui percebre. S'exploren els mitjans fotoelèctrics, el film i diverses mecanismes per a la producció de música".
Durant els últims anys d'aquesta dècada Cage va inventar el piano preparat, que consistia a inserir entre les cordes una sèrie de cargols, rosques i trossos de goma, plàstic i fusta que dotaven l'instrument d'una varietat nova de possibilitats sonores, tallant o modificant el so.
Segurament la composició més innovadora d'entre les quals va realitzar per a aquest piano preparat és una suite que dura 69 minuts anomenada Sonatas and Interludes (1946-1948), estrenada el 1949 per Maro Ajemian, a qui li va dedicar l'obra. L'intèrpret mateix es pot preparar el piano, exactament 45 notes, i sol necessitar entre 2 i 3 hores per enllestir-ho tot, però no sempre es fa idènticament de com ho feia Cage.
Cage feia servir el terme "música no-intencional" per a algunes de les seves obres. Com en una de les seves obres més revolucionàries titulada 4′33″ (1952), la partitura del qual especifica que l'intèrpret no executarà cap so en el seu instrument durant els 4 minuts i 33 segons que dura l'obra. La primera interpretació d'aquesta obra va anar a càrrec del pianista David Tudor.

## Arts visuals, escrits i altres activitats
Encara que John Cage va començar a pintar durant la seva adolescència, va deixar aquesta activitat per a concentrar-se en la música. El seu primer projecte visual madur, Not Wanting to Say Anything About Marcel, el 1969 comprèn dos litografies i un grup al que Cage anomenava "plexigramas": impresos de seda sobre panells de plexiglàs, tant els panells com les litografies consisteixen en trossos de peces de paraules en diferents fonts, tot governat per operacions d'atzar.
Des del 1978 fins a la seva mort, va treballar a Crown Point Press, produint diferents sèries d'impresos cada any. El primer projecte que va finalitzar allí fou Score Without Parts (1978), creat a partir d'instruccions totalment anotades i basat en combinacions de dibuixos de Henry David Thoreau. Seguidament d'aquest projecte apareix el mateix any Seven Day Diary, que Cage va pintar amb els ulls tancats però va ser creat baix d'una estricta estructura desenvolupada utilitzant mètodes a l'atzar. Finalment, els dibuixos de Thoreau foren la base dels seus últims treballs.
Entre el 1979 i 1982, Cage va produir tota una sèrie de grans gravats: On the Surface i Déreau van ser els últims treballs creats a partir d'aquella tècnica.
El 1983 va començar a utilitzar materials no convencionals com el cotó batut o l'escuma, posteriorment va utilitzar pedres i foc per a crear els seus treballs visuals. El 1988-1990 va crear Aquarel·les a Mountain Lake Workshop. L'única pel·lícula produïda per Cage va ser desenvolupada per a Number Pieces, finançada pel compositor i director Henning Lohner. Va ser finalitzada només dos setmanes abans de la mort de John Cage el 1992.
Durant la seva vida adulta va tenir una important activitat com a escriptor i professor. Algunes de les seves classes van ser incloses en diferents llibres publicats per Cage, el primer dels quals fou Silence: Lectures and Writings (1961).
Cage col·laborà amb la revista tridimensional Aspen.

## Recepció i influència
Les obres anteriors a l'etapa de l'atzar de John Cage li van fer guanyar una considerable aclamació de la crítica, arribant a interpretar-se les Sonates al Carnegie Hall el 1949. En canvi, les operacions d'atzar que va adoptar el 1951 li van costar un gran nombre d'enemics i van provocar nombroses crítiques d'altres compositors.
Si gran part de l'obra de Cage segueix sent controvertida, la seva influència es deixa sentir en innumerables compositors, artistes i escriptors.
Els seus experiments amb estructures rítmiques i el seu interès pel so, van influir sobre un gran nombre de compositors, començant per companys propers als Estats Units com Morton Feldman i Helmut Lachenmann, i expandint-se després per Europa.
Casi tots els compositors de l'escola experimental anglesa reconeixen la seva influència, entre ells trobem a Michael Parsons, Christopher Hobbs, John White, Gavin Bryars, qui va estudiar breument sota la tutela de Cage. També és evident la influència de Cage a l'Orient Llunyà, un dels compositors clàssics més prominents del segle xx, Toru Takemitsu, va estar molt influït per la seva música.
La influència de John Cage també ha sigut reconeguda per molts grups de rock com Sonic Youth i Stereolab. Altres músics que també estan sota la seva influència són per exemple, Frank Zappa -compositor de rock i guitarrista de jazz- així com diferents grups i artistes de música noise.
El desenvolupament de la música electrònica també està basat en certa part per John Cage: a meitat dels anys 70 el segell Obscure Records de Brien Eno va publicar diferents obres de Cage. El piano preparat que fou popularitzat per Cage, és utilitzat abundantment en el disc Drukqs publicat per Aphex Twin el 2001. També el treball de Cage com a musicòleg va contribuir a popularitzar la música d'Erik Satie.

## Obres destacades
- Sonates & Interludes (1946-48): Escrita entre 1946 i 1948, aquesta col·lecció de 16 sonates i 4 interludis constitueix probablement l'obra més ambiciosa i aconseguida de John Cage per a piano preparat. Concebudes en el període en què Cage encara concedia certa qualitat expressiva a les seves obres (per bé que es tracta d'una expressivitat ja desvinculada en bona de la idea del subjecte creador), aquestes peces prenen com a punt de partida les vuit Rasas (emocions permanents) de la tradició índia Cage no especifica, però, quina de les sis emocions correspon a cadascuna de les sonates i interludis).[4] El compositor va ser introduït a aquesta tradició gràcies a la músic índia Gita Sarabhai a la qual va oferir ensenyaments de música contemporània occidental a canvi d'ensenyaments sobre la filosofia i cultura Índia i Zen.[5]

- The Season (1949)
- Atlas Eclipticalis (1961)

- Roaratorio (1979) Composta el 1979, Roaratorio, que duu el subtítol An Irish Circus on Finnegans Wake, és una realització concreta de la peça “, Circus on “, no una altra peça diferent d'aquesta. Cage creia en aquell moment de la seva vida que la ràdio, mitjà pel qual no sentia afinitat, era un instrument adequat per a la superació de les barreres conceptuals que encara avui divideixen les paraules, la música i els efectes sonors propis del llenguatge radiofònic convencional. La peça parteix de la lectura, duta a terme pel mateix Cage, del seu text Writing for the Second Time through Finnegans Wake, superposat amb balades irlandeses, música instrumental i gravacions de camps realitzades en localitzacions mencionades a Finnegans Wake.[4]

- Thirty Pieces for Five Orchestras (1981)
- Music for Marcel Duchamp (1991)
- Concert for Piano and Orchestra (1993)
- Music of Changes. Books I-IV (1996)
- Litany for the Whale (1998)
- algunes sonates
- Cartridge music La paraula cartridge es refereix al cartutx que, en els gramòfons de l'època, sostenia l'agulla.

Creada el 1960, aquesta peça parteix del material sonor que resulta d'inserir, en aquests cartutxos, objectes diversos, como ara llumins, plomes o filferros, alguns d'ells proveïts de microfonia de contacte. Cada intèrpret ha de generar la seva part de la partitura, a partir d'un sistema de 4 fulls transparents, sobre els que hi ha dibuixats punts o línies, que s'han de 
deixar caure sobre una sèrie de 20 fulls opacs numerats, sobre els que hi ha representades figures irregulars. De la superposició entre les línies i punts dels fulls transparents amb les figures dels fulls opacs se'n dedueix, segons unes instruccions de lectura que, essent precises, deixen amplis marges per la intervenció del criteri de l'intèrpret i de l'atzar, els sons que l'intèrpret haurà d'executar.

## Llibres
- J. Cage, Silence, Madrid, Ardora, 2002, amb bibliografia.
- J. Cage, Escrits a l'orella, Murcia, Col·legi d'Aparelladors, 1999.
- J. Cage, Pour les oiseaux, París, L'Herne, 2002, llarga entrevista.